# 1873年鐵路
此條目列出1873年發生有關鐵路運輸的事件。

## 事件

### 1月
- 1月29日：切薩皮克與俄亥俄鐵路亨廷頓至里士滿段通車。

### 6月
- 6月2日：克萊街山鐵路（英语：Clay Street Hill Railroad）開工，成為世界上第一條可靠的可解纜纜索鐵路（英语：Cable railway）。

### 7月
- 7月1日：曼島鐵路通車。

### 9月
- 9月15日：新橋站開始貨物列車運行。

### 10月
- 10月3日：大幹線鐵路（英语：Grand Trunk Railway）斯特拉特福至蒙特利爾段鐵路一天內全部由1676毫米軌距更換為標準軌。

### 12月
- 12月24日：紐西蘭北島開始有鐵路營運，來往奧克蘭至奧尼亨加（英语：Onehunga）。